# Andreas Herzog
Andreas Herzog (Bécs, 1968. szeptember 10. –) osztrák labdarúgó. Osztrák válogatottsági rekorder.

## Pályafutása

### Klubcsapatban
Szülővárosának egyik legismertebb csapatában, a Rapidban kezdett el futballozni 1986-ban. 1988-ban rövid időre a Firsthöz került kölcsönben, ettől függetlenül 1992-ig volt a Rapid játékosa.
1992-ben légiós lett, a Bundesligában szereplő Werderhez szerződött. Itt egészen 2001-ig játszott, ezt csak egy Bayern Münchennél töltött idény szakította félbe 1995-ben.
2002 telén visszatért nevelőegyesületéhez, ahol másfél évet töltött, hogy aztán az USA-ban, a Los Angeles Galaxynél fejezze be pályafutását.

### A válogatottban
A válogatottban 1988-ban, egy Görögország elleni barátságos mérkőzés alkalmával mutatkozhatott be. A nemzeti csapattal részt vehetett az 1990-es és az 1998-as világbajnokságon is. 103 mérkőzésén 26 gólt szerzett, előbbi mutatóban a válogatott rekordere, megelőzve Anton Polstert. Utolsó mérkőzését 2003-ban játszotta Skócia ellen.

## Sikerei, díjai
- SK Rapid Wien:
  - Bajnok: 1986-87, 1987-88
- SV Werder Bremen:
  - Bajnok: 1992-93
  - Kupagyőztes: 1993-94, 1998-99
- FC Bayern München:
  - UEFA-kupa: 1995-96

## Pályafutása statisztikái
| Teljesítmény klubjában | Teljesítmény klubjában | Teljesítmény klubjában | Bajnokság | Bajnokság | Kupa                   | Kupa                   | Ligakupa           | Ligakupa           | Nemzetközi    | Nemzetközi    | Összesen | Összesen |
| Szezon                 | Klub                   | Bajnokság              | Mérk.     | Gól       | Mérk.                  | Gól                    | Mérk.              | Gól                | Mérk.         | Gól           | Mérk.    | Gól      |
| Ausztria               | Ausztria               | Ausztria               | Bajnokság | Bajnokság | Osztrák labdarúgókupa  | Osztrák labdarúgókupa  | Ligakupa           | Ligakupa           | Európa        | Európa        | Összesen | Összesen |
| ---------------------- | ---------------------- | ---------------------- | --------- | --------- | ---------------------- | ---------------------- | ------------------ | ------------------ | ------------- | ------------- | -------- | -------- |
| 1987–88                | Rapid Wien             | osztrák Bundesliga     | 5         | 0         |                        |                        |                    |                    |               |               |          |          |
| 1987–88                | First Vienna           | osztrák Bundesliga     | 7         | 3         |                        |                        |                    |                    |               |               |          |          |
| 1988–89                | Rapid Wien             | osztrák Bundesliga     | 34        | 8         |                        |                        |                    |                    |               |               |          |          |
| 1989–90                | Rapid Wien             | osztrák Bundesliga     | 27        | 8         |                        |                        |                    |                    |               |               |          |          |
| 1990–91                | Rapid Wien             | osztrák Bundesliga     | 30        | 6         |                        |                        |                    |                    |               |               |          |          |
| 1991–92                | Rapid Wien             | osztrák Bundesliga     | 33        | 11        |                        |                        |                    |                    |               |               |          |          |
| Németország            | Németország            | Németország            | Bajnokság | Bajnokság | DFB-Pokal              | DFB-Pokal              | Premiere Ligapokal | Premiere Ligapokal | Európa        | Európa        | Összesen | Összesen |
| 1992–93                | Werder Bremen          | német Bundesliga       | 33        | 10        |                        |                        |                    |                    |               |               |          |          |
| 1993–94                | Werder Bremen          | német Bundesliga       | 30        | 6         |                        |                        |                    |                    |               |               |          |          |
| 1994–95                | Werder Bremen          | német Bundesliga       | 31        | 10        |                        |                        |                    |                    |               |               |          |          |
| 1995–96                | Bayern München         | német Bundesliga       | 28        | 2         |                        |                        |                    |                    |               |               |          |          |
| 1996–97                | Werder Bremen          | német Bundesliga       | 29        | 15        |                        |                        |                    |                    |               |               |          |          |
| 1997–98                | Werder Bremen          | német Bundesliga       | 18        | 4         | 2                      | 0                      |                    |                    |               |               |          |          |
| 1998–99                | Werder Bremen          | német Bundesliga       | 27        | 3         | 4                      | 0                      |                    |                    |               |               |          |          |
| 1999–00                | Werder Bremen          | német Bundesliga       | 27        | 7         | 5                      | 0                      |                    |                    | 1             | 0             |          |          |
| 2000–01                | Werder Bremen          | német Bundesliga       | 32        | 2         | 1                      | 1                      |                    |                    | 4             | 1             |          |          |
| 2001–02                | Werder Bremen          | német Bundesliga       | 9         | 1         |                        |                        |                    |                    |               |               |          |          |
| Ausztria               | Ausztria               | Ausztria               | Bajnokság | Bajnokság | Osztrák labdarúgókupa  | Osztrák labdarúgókupa  | Ligakupa           | Ligakupa           | Európa        | Európa        | Összesen | Összesen |
| 2001–02                | Rapid Wien             | osztrák Bundesliga     | 12        | 1         |                        |                        |                    |                    |               |               |          |          |
| 2002–03                | Rapid Wien             | osztrák Bundesliga     | 29        | 3         |                        |                        |                    |                    |               |               |          |          |
| USA                    | USA                    | USA                    | Bajnokság | Bajnokság | Amerikai labdarúgókupa | Amerikai labdarúgókupa | Ligakupa           | Ligakupa           | Észak-Amerika | Észak-Amerika | Összesen | Összesen |
| 2004                   | Los Angeles Galaxy     | Major League Soccer    | 27        | 4         |                        |                        |                    |                    |               |               |          |          |
| Összesen               | Ausztria               | Ausztria               | 177       | 40        |                        |                        |                    |                    |               |               |          |          |
| Összesen               | Németország            | Németország            | 264       | 60        |                        |                        |                    |                    |               |               |          |          |
| Összesen               | USA                    | USA                    | 27        | 4         |                        |                        |                    |                    |               |               |          |          |
| Karrierje összesen     | Karrierje összesen     | Karrierje összesen     | 468       | 104       |                        |                        |                    |                    |               |               |          |          |